# Roxbury Russet

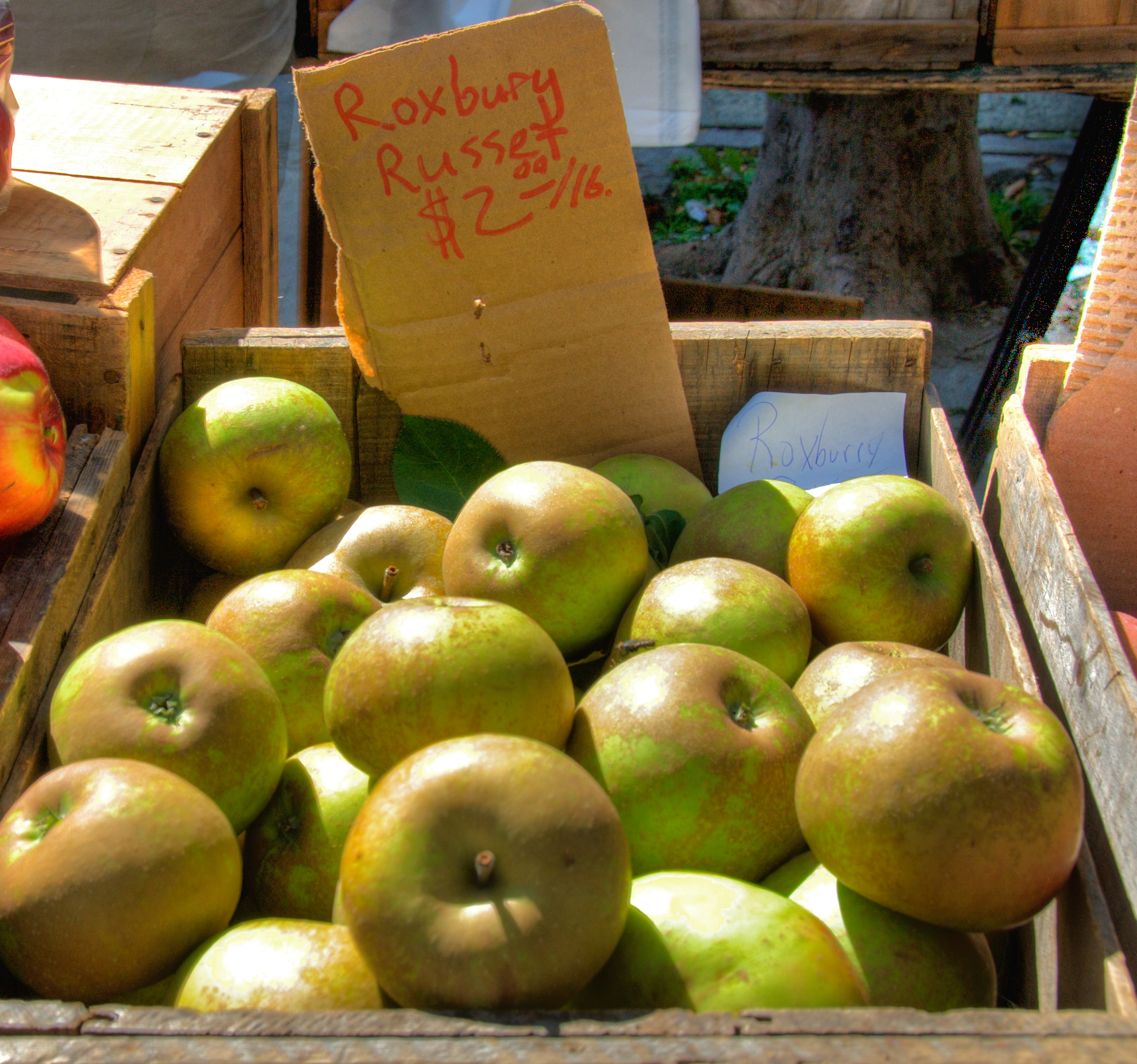
Pommes Roxbury Russet au marché.

La pomme Roxbury Russet est le fruit d'un cultivar de pommier domestique.

## Origine
La pomme Roxbury Russet est originaire de Roxbury (Massachusetts, États-Unis). Connue avant les années 1600, elle est une des plus anciennes variétés répertoriées aux États-Unis.

## Description
La pomme Roxbury Russet possède une couleur de peau verte et , comme son nom l'indique, rousse. Sa saveur est sucrée.

## Maladies
Tavelure : peu susceptible.

## Culture
La Roxbury Russet est cueillie début octobre et est consommée d'octobre à avril.